# Ingigerd de Suède
Ingigerd (morte en 1048/1050) est la fille du roi de Suède Olof Skötkonung et d'une princesse slave connue sous le nom scandinave d'Estrid.

## Biographie

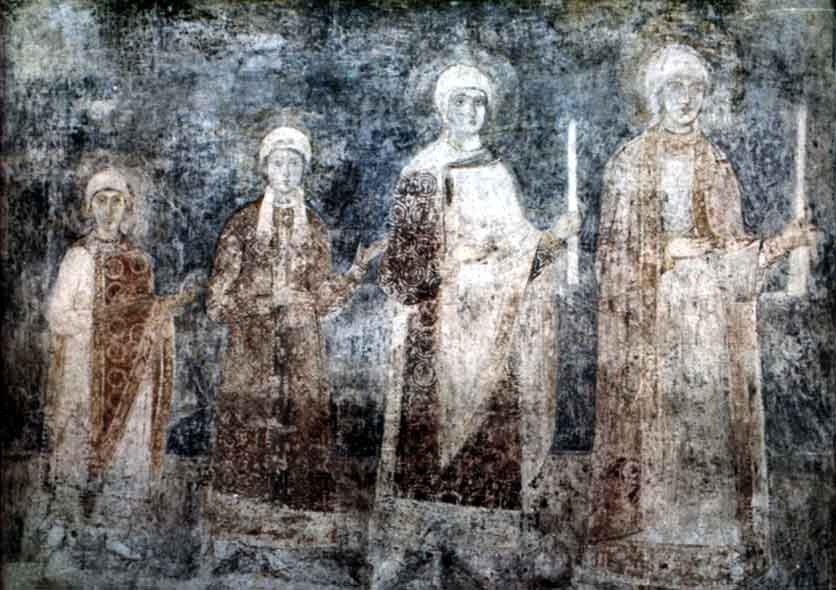
Fresque du XIe siècle dans la Cathédrale Sainte-Sophie de Kiev représentant les filles de Iaroslav Ier (le sage), Anne, Anastasia, Elizabeth et peut-être Agathe.

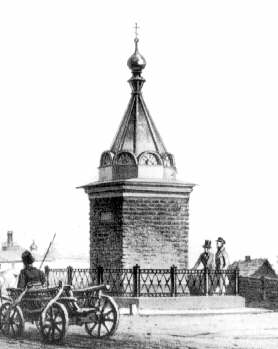
Monument Sainte-Irène à Kiev, dernier vestige du monastère construit sous la protection d'Ingigerd. Lithographie de 1858.

Ingigerd naît vers 1000. Selon la Saga de Saint Olaf, il est d'abord question qu'elle épouse ce roi de Norvège, ennemi pourtant de son père, mais elle est finalement mariée en 1019 à Iaroslav le Sage, de Kiev, qui lui donne de nombreux enfants dont cinq fils et trois filles. 
Sa fille Anne épouse en 1051 le roi de France Henri Ier, une autre, Anastasia, épouse André Ier de Hongrie, et une troisième, Élisabeth, épouse le roi Harald III de Norvège. Ses fils s'entre-déchirent pour les principautés russes.
Selon la Chronique de Nestor, « La princesse femme de Iaroslav mourut en 1048/1050 ».